# Anneli Ivarsson
Anneli Ivarsson, född 10 november 1958 i Lund,  är en svensk överläkare och professor i pediatrik, som är verksam vid Norrlands universitetssjukhus samt vid Umeå universitet som avdelningschef vid enheten för epidemiologi och global hälsa, vid Institutionen för folkhälsa och klinisk medicin.
Ivarsson disputerade 2001 med avhandlingen On the multifactorial etiology of celiac disease: an epidemiological approach to the Swedish epidemic, och har därefter ägnat mycket av sin forskning åt just celiaki (glutenintolerans).

## Celiaki
Celiaki betraktades länge som en ovanlig sjukdom. På 1970-talet bedömdes ungefär 1 på 1 000 vara drabbad, men under 1980-talet diagnosticerades allt fler fall av celiaki i Sverige, och ökningen var särskilt snabb bland små barn. Det visade sig ha samband med spädbarnskosten; dels att halten mjöl ökats och dels att rekommendationen för introduktion av gluten ändrats från 4 till 6 månader. En mer abrupt introduktion av gluten visade sig öka risken för celiaki, vilket ledde till att rekommendationerna ändrades till att introducera gluten mer gradvis.
Även om epidemin klingat av i takt med att medvetenheten om kostens betydelse för sjukdomen ökat, är celiaki numera en av de vanligast kroniska sjukdomarna i Sverige; uppskattningsvis 150 000 har symtom, vara merparten ännu inte diagnosticerats.

## Forskningsprojekt
Åren 2005–2006 ledde Ivarsson studien ”Exploring the Iceberg of Celiacs in Sweden” (ETICS), som genomfördes i samarbete med forskare från Lund, Malmö, Norrköping, Norrtälje, Växjö och Umeå. Inom studien fick 7 400 skolbarn i årskurs 6 lämna blodprov, och resultaten visade att ungefär 3 procent av barnen – som var födda under den svenska "celiakiepidemin" 1984–1996 – var glutenintoleranta . Ivarsson var också forskningsledare för initiativet Registerbaserad forskning om barndomen för livslång hälsa och välfärd (2009–2013)
Salut – en hälsosatsning för barn och ungdomar i Västerbotten som inleddes år 2006 och ska pågå till 2020, samt initiativet Registerbaserad forskning om barndomen för livslång hälsa och välfärd (2009–2013)
År 2011 publicerade Anneli Ivarsson och Peter Byass, båda verksamma vid Umeå Centre for Global Health Research, tillsammans med forskare från University of the Witwatersrand i Sydafrika, den första globala uppskattningen av celiakirelaterad dödlighet hos barn; beräkningar som tyder på att drygt 40 000 barn dör varje år till följd av celiaki.
Anneli Ivarsson var åren 2009–2015 ordförande för Arbetsgruppen för Celiaki inom Svenska barnläkarföreningen.

## Publikationer i urval
- ”Celiaki - en ny folksjukdom”. Vår Föda 46:  sid. 481–485. 1994. http://urn.kb.se/resolve?urn=urn:nbn:se:umu:diva-7055. Läst 6 april 2016.
- Ivarsson, Anneli (2001) (på engelska). On the multifactorial etiology of celiac disease: an epidemiological approach to the Swedish epidemic. Umeå University medical dissertations, 0346-6612 ; N.S., 739. Umeå: Umeå universitet. Libris 8373639. ISBN 91-7305-055-5
- Byass, Peter; Kahn, Kathleen; Ivarsson, Anneli (2011). ”The global burden of childhood coeliac disease [Elektronisk resurs a neglected component of diarrhoeal mortality?”] (på engelska). PLoS ONE 6:7, e22774. 1932-6203. ISSN 1932-6203. http://urn.kb.se/resolve?urn=urn:nbn:se:umu:diva-45724. Libris 22098743